# Spartakistopstanden
Denne side handler om opstanden i Tyskland i 1919. For slaveoprøret i den Romerske Republik ledet af Spartacus, se Spartacusoprøret.
Spartakistopstanden (tysk: Spartakusaufstand), også kendt som Januaropstanden (tysk: Januaraufstand) eller – sjældnere – Den Blodige Uge, var en væbnet opstand, der fandt sted i Berlin fra den 5. til den 12. januar 1919. Den opstod i forbindelse med den Tyske Revolution, der brød ud lige før afslutningen af 1. verdenskrig. Opstanden var primært en magtkamp mellem tilhængerne af den provisoriske regering ledet af Friedrich Ebert fra Det Større Socialdemokratiske Parti i Tyskland (MSPD), som var fortaler af socialdemokratisme, og dem, der støttede positionen hos Tysklands Kommunistiske Parti (KPD) ledet af Karl Liebknecht og Rosa Luxemburg, som ønskede at etablere en sovjetrepublik lignende den, bolsjevikkerne havde oprettet i Rusland. Regeringens styrker vandt kampene.
Opstanden begyndte med massedemonstrationer og strejker, der var indkaldt af partierne på den radikale venstrefløj for at protestere mod afskedigelsen af Berlins politichef. Overrasket over størrelsen af fremmødet og demonstranternes spontane besættelse af avishuse og trykkerier, kunne lederne på venstrefløjen ikke blive enige om, hvordan de skulle fortsætte. Som et resultat forblev opstanden stort set uden retning. Regeringen svarede igen med militær magt, herunder flere paramilitære Freikorps-enheder, genindtog de bygninger, der var blevet besat, og undertrykte voldsomt opstanden.
Dødstallet var omtrent 150-200, primært blandt oprørerne. De mest fremtrædende dødsfald var Liebknecht og Luxemburgs, som blev henrettet den 15. januar – næsten helt sikkert med, i det mindste tavs, godkendelse fra den MSPD-ledede regering. Partiets involvering hæmmede dets position gennem hele Weimarrepublikkens levetid, selvom nedkæmpelsen af opstanden gjorde det muligt at afholde valg til Nationalforsamlingen som planlagt den 19. januar 1919. Forsamlingen fortsatte med at udarbejde Weimarforfatningen, der skabte det første nationale tyske demokrati.
Opstanden fik sit populære navn fra den marxistiske Spartakusforbundet (tysk: Spartakusbund), som Luxemburg og Liebknecht grundlagde i 1914. Da KPD blev etableret den 1. januar 1919, blev Spartakusforbundet en del af det. Nogle historikere, som Heinrich August Winkler og Sebastian Haffner, anser navnet for at være misvisende, fordi spartakisterne (KPD) ikke havde ønsket, planlagt eller ledet opstanden.